# Novostav, Izeaslav
Novostav (în ucraineană Новостав) este un sat în comuna Liutarka din raionul Izeaslav, regiunea Hmelnîțkîi, Ucraina.

## Demografie
Componența lingvistică a localității Novostav
     Ucraineană (97,96%)
     Rusă (2,04%)
Conform recensământului din 2001, majoritatea populației localității Novostav era vorbitoare de ucraineană (97,96%), existând în minoritate și vorbitori de rusă (2,04%).